# Aleksander Doba
Aleksander Doba (Swarzędz, 9 settembre 1946 – Kilimangiaro, 22 febbraio 2021) è stato un viaggiatore polacco.
Divenne noto soprattutto per le traversate oceaniche da lui effettuate con il kayak. Sia nel 2010 che nel 2013, Doba attraversò infatti l'oceano Atlantico da est a ovest utilizzando solo le sue forze e compiendo quelli che sono stati i viaggi i kayak in acque libere più lunghi mai effettuati, ed effettuò una terza traversata atlantica, questa volta da ovest a est nel 2017. Già nominato "Avventuriero dell'anno" dal National Geographic nel 2015, Doba è morto sul monte Kilimangiaro, in Tanzania, poco dopo averne raggiunto la vetta.

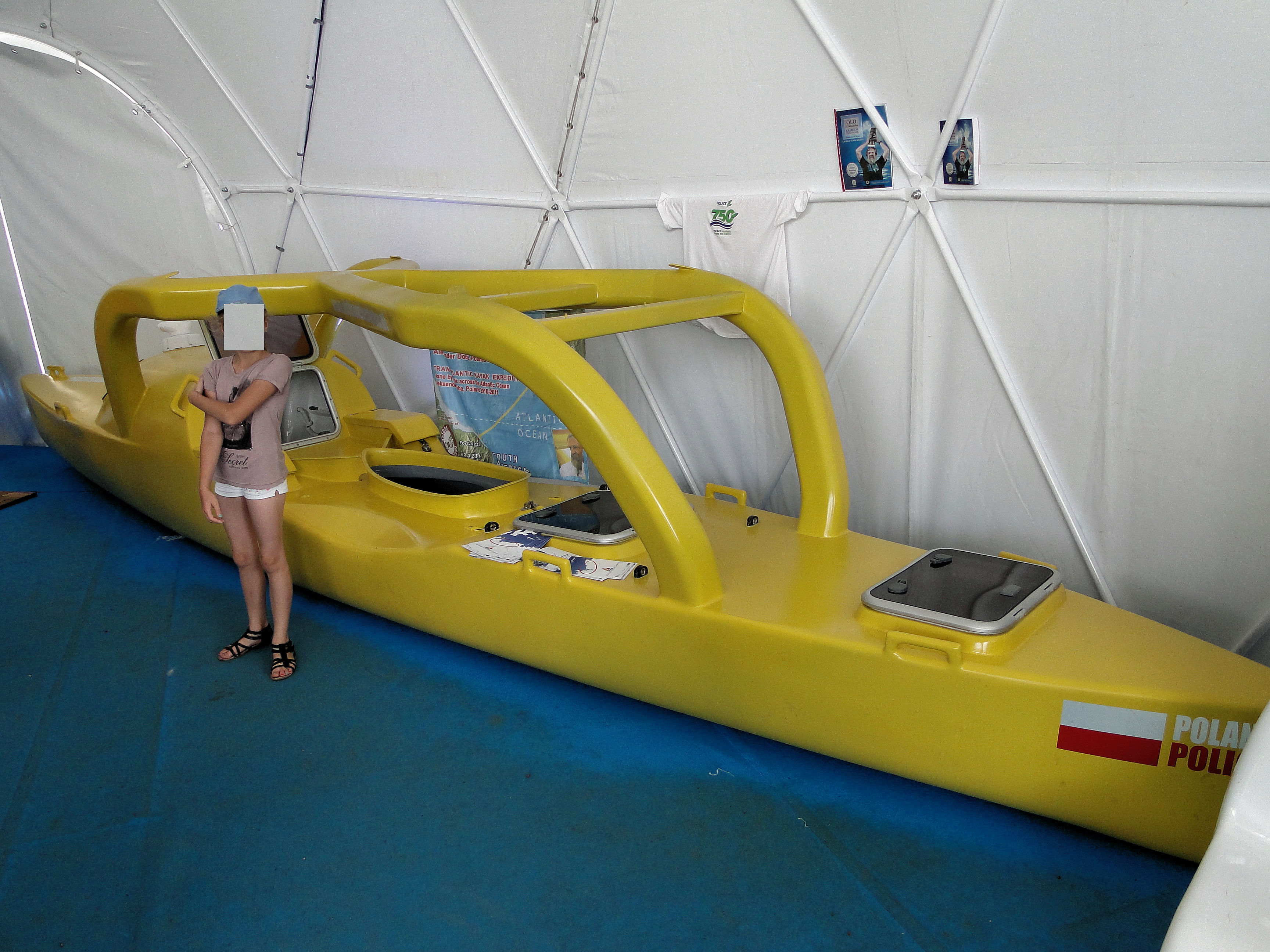
Il kayak utilizzato da Doba per la sua prima traversata atlantica, condotta nel 2010.

## Vita e imprese
Nato a Swarzędz, una cittadina del voivodato della Grande Polonia, e residente nella città di Police, nel voivodato della Pomerania Occidentale, Doba ha studiato ingegneria meccanica presso il Politecnico di Poznań ed ha lavorato per un'azienda di prodotti chimici per quasi tutta la vita. Nel 1980, a 34 anni, in un viaggio organizzato proprio dall'azienda per cui lavorava, Aleksander Doba provò per la prima vota il kayak e, innamoratosi di quello sport, iniziò presto a prendere regolarmente parte a spedizioni che si fecero via via sempre più lunghe e impegnative, come quando nel 1999 pagaiò assieme ad altri compagni di viaggio per 80 giorni, viaggiando per 4227 km nel Mar Baltico, o quando nel 2000 pagaiò per 101 giorni, per una distanza di 5369 km da Police, in Polonia, fino a Narvik, in Norvegia. L'uomo prese parte anche a competizioni in acque fluviali, fino ad arrivare a vincere i campionati universitari polacchi nella specialità del kayak d'acqua bianca nel 2003, all'età di 57 anni, per poi difendere il proprio titolo l'anno successivo.
Doba decise di provare ad attraversare l'Atlantico in solitaria nel 2010, all'età di 65 anni, e vi riuscì compiendo ben 5394 km in 99 giorni, partendo dal Senegal e arrivando in Brasile, utilizzando uno speciale kayak da mare, battezzato Olo, lungo 7 metri e realizzando il record mondiale per il più lungo viaggio in acque libere mai effettuato da un kayakista. Benché non fosse la prima traversata atlantica in assoluto, poiché la prima e, fino ad allora, unica era stata compiuta nel 2001 da Peter Bray, che aveva attraversato l'oceano in 76 giorni partendo da Terranova e arrivando in Irlanda, quella di Doba fu la prima traversata da un continente all'altro, dato che l'impresa di Bray lo aveva visto andare da un'isola a un'altra. Il viaggio di Doba iniziò alle 15:30, ora polacca, del 26 ottobre 2010 quando l'uomo partì da Dakar e terminò dopo 98 giorni, 23 ore e 42 minuti, quando toccò le coste brasiliane ad Acaraú alle 17:50 locali. Doba viaggiò a una velocità media di 2,26 km/h, percorrendo una media di circa 54 km ogni 24 ore, percorrendo una distanza massima di 126,5 km in 24 ore. Nel viaggio, Doba aveva perso 14 kg in 14 settimane, arrivando a pesare 64 chilogrammi una volta giunto sulla terraferma.
Dopo aver soggiornato in Brasile, l'uomo aveva inizialmente deciso di pagaiare per altri 6000 km verso nord, lungo la costa delle Americhe, per arrivare fino a Washington, tuttavia alla fine decise di trasportare il suo kayak fino in Perù per poi imbarcarsi in un viaggio lungo il Rio delle Amazzoni; dopo essere stato assalito e derubato ben due volte in terra brasiliana, Doba fu tuttavia costretto a rinunciare ai suoi propositi.
Il 5 ottobre 2013, a 67 anni, decise di ripetere l'impresa del 2010, partendo stavolta da Lisbona con l'intenzione di attraversare l'Atlantico nel suo punto largo e arrivare negli Stati Uniti d'America. Il viaggio richiese 196 giorni, quasi il doppio del precedente, e Doba arrivò a New Smyrna Beach, in Florida, il 19 aprile 2014, dopo aver pagaiato per altri 12497 km. Il 23 dicembre, il suo kayak fu avvicinato da una nave mercantile che lo cercava da almeno due giorni: l'uomo aveva infatti lanciato per errore un segnale di soccorso satellitare indicante un pan-pan (richiesta di assistenza senza pericolo imminente di vita). Il segnale era stato captato dalla guardia costiera della Florida, la quale aveva quindi attivato la macchina dei soccorsi. Per tutta risposta, l'uomo semplicemente rifiutò qualunque tipo di aiuto affermando di stare bene. In questa occasione, la traversata fu divisa in due sezioni, dato che il 10 gennaio, dopo 141 giorni di viaggio, a causa di venti sfavorevoli, l'uomo fu costretto ad ormeggiare la propria imbarcazione per oltre 40 giorni alle Bermuda, riprendendo il viaggio solo il 25 marzo, quando ripartì dallo stesso punto in cui si era fermato, lanciando in mare il kayak dalla nave Spirit of Bermuda. Nonostante il lancio avesse provocato dei danni al kayak, rompendo tra le altre cose anche una sbarra anti ribaltamento, Doba decise comunque di andare avanti e di portar a termine l'impresa.
Il 3 settembre 2017, Doba completò la sua terza traversata atlantica in solitaria quando arrivò pagaiando nel porto di Le Conquet, in Francia, dopo essere partito dalla baia di Barnegat, nel New Jersey, il 16 maggio 2017, alle 6:37 locali, a bordo di un kayak lungo 7 metri e del peso di circa 700 kg ed essere stato in mare per 110 giorni consecutivi. Durante il viaggio, che fu il primo ad essere effettuato da ovest a est, l'uomo dovette lottare contro diverse tempeste che danneggiarono il timone della sua imbarcazione, il quale fu poi riparato dai marinai di una nave mercantile incrociata da Doba durante il viaggio.
Appassionato di sport e imprese estremi, tanto che alla sua morte si era lanciato con il paracadute per 14 volte ed aveva pilotato alianti per un totale di 250 ore di volo, Doba morì il 22 febbraio 2021 durante una scalata del monte Kilimangiaro. Stando ai racconti di testimoni oculari, l'uomo si era sentito bene per tutto il viaggio ma, dopo aver raggiunto la vetta e aver chiesto un paio di minuti di riposo prima di una foto a ricordo dell'impresa, egli si era seduto su una roccia e si era "semplicemente addormentato".

## Nella cultura di massa
Nel 2017 fu realizzato un documentario sulla vita di Aleksander Doba intitolato Happy Olo. Nel 2019 l'uomo partecipò all'edizione polacca del reality show La talpa (Agent - Gwiazdy) dove fu eliminato alla terza puntata arrivando undicesimo.
Sulle sue avventure sono stati scritti diversi libri, di cui tre scritti dallo stesso Doba.